# جنگ آخرالزمان
جنگ آخرالزمان (به اسپانیایی: La guerra del fin del mundo) رمانی از ماریو بارگاس یوسا رمان‌نویس برجسته پرویی است. این کتاب روایت داستانی شورش و جنگ کانودوس است که اواخر قرن نوزدهم در منطقه باهیا در شمال شرقی برزیل اتفاق افتاد.
این رمان اولین رمان یوسا است که رویدادهای آن در کشوری غیر از پرو، یعنی برزیل، و در زمانی غیر از دوره معاصر نویسنده، یعنی در قرن نوزدهم روی می‌دهد.

## خلاصه داستان
در کشور برزیل که تازه از نظام سلطنتی به نظام جمهوری گذار کرده‌است، دسته‌ای از مردم بسیار فقیر و زجرکشیده منطقه بیابانی باهیا که اعتقادات خشک مذهبی دارند تحت تأثیر یک واعظ بسیار مذهبی شورش می‌کنند و جمهوری را دشمن و عامل بدبختی خود می‌دانند. زمین‌های ثروتمندان را تصاحب کرده و به اموال آن‌ها شبیخون می‌زنند و در منطقه‌ای به نام کانودوس ساکن شده و نام آنجا را بلومونته می‌نهند. در سوی دیگر جمهوریخواهان برزیل، سلطنت طلبان را عامل این شورش می‌دانند و همچنین سلطنت طلبان ثروتمند و زمین‌داران که خود مورد غارت شورشیان قرار می‌گیرند سعی در سرکوب شورشیان که آن‌ها را ژاگونسو می‌نامند دارند.

## شخصیت‌های داستان
- مرشد
- گالیلئو گال
- خبرنگار نزدیک بین
- بارون‌دکانابراوا
- سرهنگ موریرا سزار (گلوپاره‌کن)
- ماریا کوادرادو ( مادر مردمان)
- فلیسیو پاردنیاس (شیر ناتوبا)
- ابوت پاژئو (پاژئوی شیطان)
- کوچولوی مقدس
- پاژئو گندهه
- آنتونیو ویلانووا
- پدر ژواکیم
- روفینو
- ژورما
- کوتوله
- زن ریشدار
- اپامینوداس گونسالوس
- ستوان پیرس فریرا